# Casa Museo Verdaguer
La Casa Museo Verdaguer es uno de los museos literarios más antiguos de Cataluña. Está ubicada en el pueblo de Folgarolas, población natal del poeta Jacinto Verdaguer, en la comarca de Osona. Se inauguró en 1967 y forma parte de la Red de Museos Locales de la Diputación de Barcelona y de la red Espais Escrits. Xarxa del Patrimoni Literari Català.
En Collserola hay otra institución museística dedicada a Verdaguer, el Museo de Villa Joana, que depende del Museo de Historia de Barcelona.

## Historia
La iniciativa de crear un espacio en el que recopilar la memoria de Verdaguer empezó a fraguarse a principios del siglo XX, aunque se vio truncada por la guerra civil española. En la década de 1960 la sociedad civil recuperó la iniciativa e impulsó la creación de este pequeño museo, especialmente a partir de la creación de la asociación Amics de Verdaguer (en español, amigos de Verdaguer) que se dedicó a recopilar donaciones particulares. El museo se inauguró en 1967.
El discurso museográfico se renovó en la década de 1990, y en 2009 se adaptó a las personas con discapacidad visual.

## Edificio

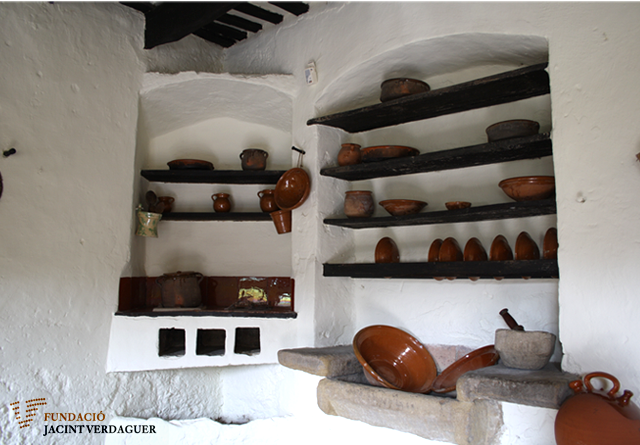
Cocina del en la Casa Museo Verdaguer

El museo tiene su sede en una casa del siglo XVII ubicada en el número 7 de la calle Mayor de Folgarolas, contigua a la casa donde se estableció la familia de Jacinto Verdaguer cuando el poeta tenía dos años.
La zona expositiva está estructurada en tres plantas: la primera planta, ocupada antiguamente por el establo, alberga la exposición permanente, que permite seguir las etapas de la vida del poeta; la segunda planta muestra una cocina y una habitación típicas del siglo XIX; la tercera planta tiene un espacio dedicado a las exposiciones temporales y otro dedicado al artista Perejaume, además de un audiovisual sobre la trayectoria de Verdaguer.